# NGC 3243
NGC 3243 је лентикуларна галаксија у сазвежђу Секстант која се налази на NGC листи објеката дубоког неба.
Деклинација објекта је - 2° 37' 20" а ректасцензија 10h 26m 21,3s. Привидна величина (магнитуда) објекта NGC 3243 износи 12,8 а фотографска магнитуда 13,8. NGC 3243 је још познат и под ознакама UGC 5652, MCG 0-27-12, CGCG 9-33, PGC 30655.